# توماس بزوچا
توماس بزوچا (‎/bəˈzuːkə/‎؛ زادهٔ ۸ مارس ۱۹۶۴) فیلم‌نامه‌نویس و کارگردان فیلم اهل ایالات متحده آمریکا است. او در طول حرفه خود فیلم‌هایی از جمله خانواده استون (۲۰۰۵)، مونته کارلو (۲۰۱۱) و بگذار برود (۲۰۲۰) را نویسندگی و کارگردانی کرده‌است.
بزوچا آشکارا همجنسگرا است.